# コンセック
株式会社コンセック（CONSEC CORPORATION）は、広島県広島市に本社を置き、建設機械や建設工具の製造・販売などを手掛けている企業。東京証券取引所スタンダード市場上場。

## 概要
1967年11月に建設サービス株式会社として設立。建設機械や建設工具の製造・販売を主な事業としており、建設機械や建設工具に関しては「Hakken」（発研）ブランドにて展開している。建設向けダイヤモンド工具では大手。この他にも、建物解体工事を主業務とした建設業も手掛けている。

## 沿革
- 1967年11月 - 建設サービス株式会社として設立。本社を広島市河原町に置く。
- 1972年3月 - 本社を広島市舟入中町へ移転。
- 1976年10月 - 建設機械の製造・販売を目的として発研株式会社を設立。
- 1980年8月 - 本社を現在地へ移転。
- 1988年10月 - 発研株式会社を吸収合併。
- 1990年
  - 4月 - 商号を株式会社コンセックに変更。
  - 11月 - 株式を店頭公開。
- 2001年12月 - 北斗電気工業株式会社に資本参加。
- 2004年
  - 6月 - 介護事業を目的として、株式会社サンライフを設立。
  - 12月 - JASDAQ上場。
- 2006年4月 - 株式会社デンサンに資本参加。
- 2013年
  - 1月 - 山陰建設サービス株式会社を子会社化[5]。
  - 5月 - 建設サービス島根株式会社を設立。
- 2023年
  - 7月 - デンサン全株式を株式会社コンピュータシステム研究所に譲渡[6][7]。
  - 10月 - 株式会社丸金建設を子会社化[4]。
- 2024年9月 - コンセックと日本鉱泉株式会社が保有するサンライフ全株式を株式会社元気な介護に譲渡[8][9]。

## 子会社
- 北斗電気工業株式会社
- 山陰建設サービス株式会社
- 建設サービス島根株式会社
- 株式会社丸金建設
- 祥建企業股份有限公司
- 南通康賽克工程工具有限公司
- 南通康賽克半導体工具有限公司